# Chester
För andra betydelser, se Chester (olika betydelser).
Chester är en av Storbritanniens äldsta städer, med en gammaldags engelsk stadskärna. Staden är belägen i distriktet Cheshire West and Chester, i grevskapet Cheshire i England och hade cirka 86 000 invånare vid folkräkningen 2011. Den ligger vid gränsen till Wales drygt 20 km söder om Liverpool. Genom staden rinner floden Dee. Chester grundades av romarna.

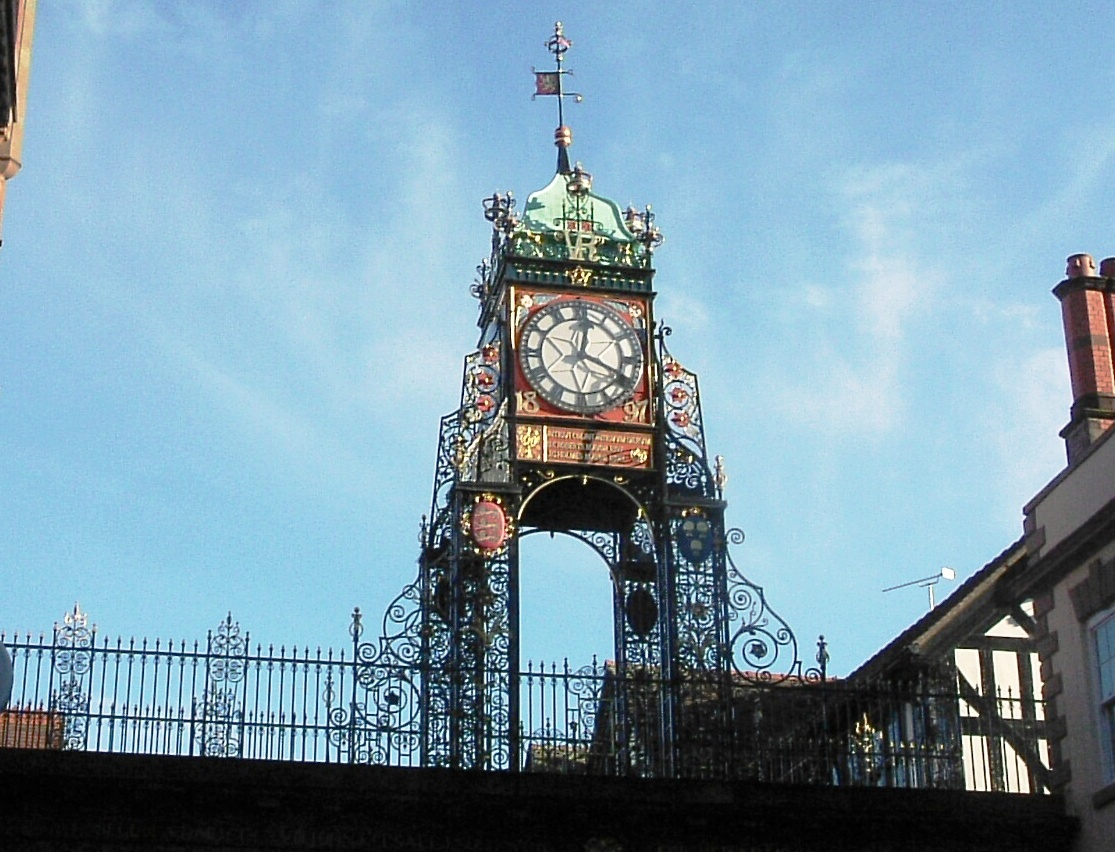
Eastgateklockan sedd från Eastgate street.

Staden är kanske mest känd för den äldre svart- och vitrandiga arkitekturen. Eastgateklockan, som är den mest fotograferade klockan i landet efter Big Ben, invigdes 1899 i samband med drottning Victorias 80-årsdag.

## Historia
Chester grundades 79 e.Kr. som fortet Deva. En romersk legion byggde fortet högt uppe på en sandstensklippa för att undvika höga vattenflöden under vintern. Fortet blev huvudanläggning för den 20:e legionen, Valeria Victrix, som använde den som hamnbas och militärt fort. Idag finns många reliker kvar sen den tiden, och delar av den ursprungliga romerska muren, delar av ett gammalt värmesystem till ett romerskt badhus, ett gatumönster där de fyra huvudgatorna möts samt en halv amfiteater som var den största på Brittiska öarna.
Staden nämndes i Domedagsboken (Domesday Book) år 1086, och kallades då Cestre.